# مسافرخانه پارادیزو
«مسافرخانه پارادیزو» (انگلیسی: Guest House Paradiso) یک فیلم بریتانیایی در سبک کمدی سیاه است که در سال ۱۹۹۹ منتشر شد.

## بازیگران
- بیل نای
- جیمز دارسی
- کیت اشفیلد
- ریک مایال
- سایمون پگ
- سوفیا مایلز
- ونسان کسل
- اِید ادموندسون